# کلودیا بروکن
کلودیا بروکن (زاده ۷ دسامبر ۱۹۶۳) خواننده و ترانه‌سرای آلمانی است. او خواننده اصلی گروه سینت پاپ تبلیغات است. در سال ۱۹۹۶، بروکن با پاول هامفریس، بنیانگذار ارکسترال مانور در تاریک، ابتدا بدون نام و از سال ۲۰۰۴ به عنوان یک دو شروع به کار کرد. در مارس ۲۰۱۳، بروکن و هامفریس کار و زندگی مشترک خود را متوقف کردند و او متعاقباً به حرفه انفرادی خود بازگشت.